# Orígenes de Oviedo
Los orígenes de la Oviedo se remontan a tiempos del Reino de Asturias, cuando surge sobre una colina un asentamiento llamado Ovetao. Su fundador fue el rey asturiano Fruela I, hijo de Alfonso I de Asturias (éste fue el yerno y sucesor del rey Pelayo). Fruela I reinó desde el año 757 al 768.
En el año 761, a no mucha distancia de la vieja civitas romana de Lucus Asturum, el monje presbítero Máximo y su sobrino Fromestano decidieron fundar un monasterio a orillas de la calzada romana que unía León con Lugo de Llanera pasando por el puerto de Pajares. Posteriormente erigieron una ermita en honor del mártir San Vicente, al que poco tiempo después se unieron dos docenas de monjes, lo que supuso la transformación del lugar en monasterio, tal y como consta en el acta fundacional firmada el 25 de noviembre del año 781, siendo su primer abad Fromestano. Obtuvo seguidamente la protección del rey Fruela I, que eligió el lugar como residencia de Munia, su mujer, y en él nació su hijo Alfonso II, que posteriormente se conocería como «el Casto».
Más tarde, el hijo de Fruela, Alfonso II el Casto trasladó la capital del reino de Asturias desde Pravia a este lugar y convirtió a Oviedo en sede episcopal. Además la fortificó y dotó de palacios, iglesias y otras estructuras. La muralla que protegía la ciudad, de la que hoy apenas quedan partes visibles en varios emplazamientos, delimitaba una figura circular adaptada a la colina, ocupando un área de 11 ha que cobijaba a unas 6.000 personas distribuidas en tres barrios relativamente diferenciados: La Villa, que agrupaba los edificios más antiguos religiosos y civiles; Cimadevilla, mercantil y vinculada a las peregrinaciones; y Socastiello.

## Antecedentes
La posición clásica sobre el tema se basa en considerar esta zona como poco romanizada, con pueblos que mantenían, en alto grado, sus usos y tradiciones, con una escasa vertebración en el sistema romano-imperial primero, y en su heredero el estado Visigodo más tarde.
Los avances del estudio arqueológico del noroeste español, al amparo de las respectivas leyes de patrimonio de las Comunidades autónomas del área, han propiciado un mejor conocimiento de la realidad, concretado en una revisión «al alza» del grado de vertebración de esta área geográfica con las superestructuras administrativas de las que sucesivamente había venido dependiendo.
Este hecho ha propiciado, a su vez, en el contexto temático del estudio del reino de Asturias, una revisión total: orígenes, alcance, fuentes jurídicas, relaciones internacionales…

## Inicios
La concepción clásica de la ciudad de Oviedo, como Regia Sedes de la monarquía asturiana, estaba mediatizada por la concepción más arriba reseñada: marco simbólico de poder, inserto en un medio rural y agreste, propio de un territorio sin romanizar hasta entonces.
Morfológicamente, se trataba de un conjunto de edificios emblemáticos propios de un medio extraño –el romano-, con modelos traídos de la pérdida Toledo por los godos refugiados.
En este contexto “urbanizado” se insertarían, entremezclados, una serie de edificios monumentales, tanto religiosos como civiles, que aparecen citados en el ciclo cronístico asturiano: la Catedral de San Salvador, la basílica de Santa María, concebida como panteón real, y la basílica de San Tirso; el palacio real inmediato a San Salvador; edificios utilitarios, como: baños, pretorios, y almacenes; casas y viviendas; todo ello rodeado por un muro y dotado de suministro de agua por un acueducto. Fuera de la ciudad, a modo de “puestos de vigía”, se sitúan fundaciones que sirven para atestiguar la autoridad regia: San Julián de los Prados, Santa María de Bendones, San Pedro de Nora…
Tanto la arqueología, con prospecciones más sistemáticas, como el análisis de las fuentes escritas –sobre todo los documentos jurídicos privados-, han tenido como consecuencia que, poco a poco, se vayan revisando los anteriores postulados.

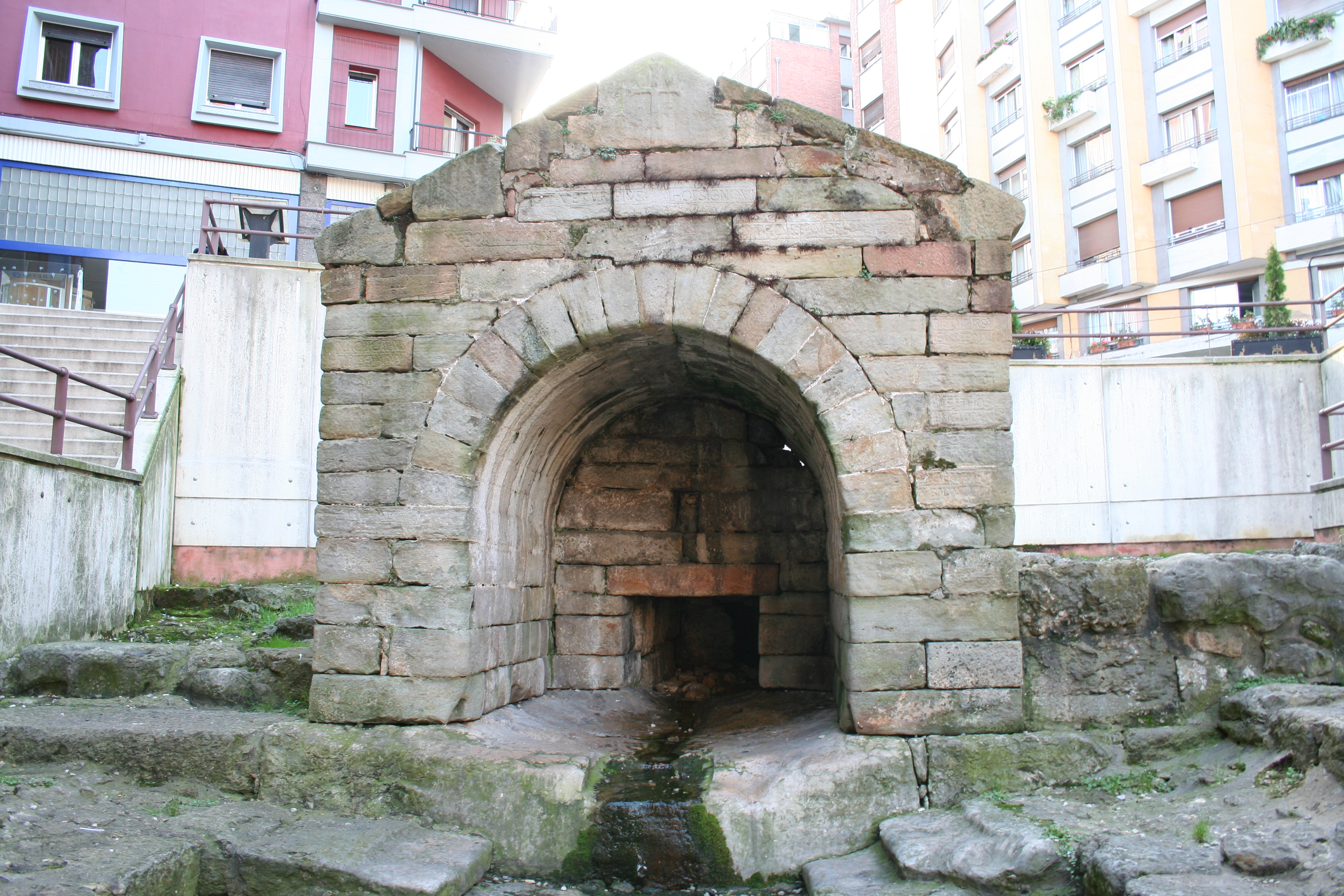
Fuente de Foncalada, Oviedo.

Así, conocida mejor la realidad de la ciudad primitiva, ésta no aparece yuxtapuesta a la realidad circundante, sino perfectamente vertebrada con su entorno densamente poblado por un buen número de villas y explotaciones de origen romano, a través de un importante nudo de comunicaciones, ya señalado en su día por el profesor Uría, que se cruzaba en las inmediaciones del asentamiento. Asimismo, se constata un cierto grado de dispersión edilicia en torno al topónimo concreto conocido como «Ouetdao» (posteriormente latinizado en Oueto), de este modo, por ejemplo, el palacio real de Alfonso II aparece a una distancia de más de media milla de la iglesia del Salvador, los probables baños de los que sería testigo la fuente de Foncalada, a mitad de camino entre la iglesia y el palacio, etc.
Por tanto, en una primera época, que es la de su fundación por Fruela I y “refundación” por su hijo Alfonso II tras las destrucciones árabes de 794 y 795, puede constatarse en Oviedo la existencia de un centro religioso -constituido por los templos antes reseñados y sus edificios anexos, rodeados por un muro y con servicio de agua-, instituido en Iglesia Catedral, sirviendo de sede a un episcopado. Extramuros del mismo, y en una condición de relativa dispersión, y en relación con la red viaria antes mencionada, se situaban una serie de edificios o asentamientos: el posible palacio real de Fruela I, el conjunto regio de San Julián de los Prados, la fuente de Foncalada, y tal vez otros…
En una segunda época, de crecimiento urbano, ya bajo el reinado de Alfonso III pueden constatarse –poseemos dos lápidas que atestiguan el patrocinio regio de las obras-, una serie de reformas –obras defensivas en la iglesia de San Salvador-, y ampliaciones –nueva muralla, rodeando el anterior recinto de época de Alfonso II,  castillo en el extremo noroccidental de la misma, palacio real urbano, inmediato a la muralla y al castillo-, dotando a la ciudad de su morfología medieval definitiva.
Desde el siglo X, por tanto, aparece, caracterizada morfológicamente, la ciudad que conoció la construcción de la nueva muralla por Alfonso X, la cual, como es sabido por una serie de obras y prospecciones arqueológicas, se situó a unos tres metros al exterior de la de Alfonso III.